# Ling Woo
Ling Woo is een personage uit de dramedy Ally McBeal. De rol werd vertolkt door actrice Lucy Liu van 21 september 1998 tot 18 februari 2002. Liu stapte uit de serie omdat ze grotere rollen aangeboden kreeg.
Het personage werd gezien als een geslaagde poging om het stereotype van de volgzame Aziatische vrouw te doorbreken. Aan de andere kant past ze ook in het stereotiepe plaatje van de Aziatische 'Dragon Lady': dominante, manipulerende, seksueel actieve vrouwen uit het mysterieuze Azië.

## Personagebeschrijving
Ling is aanvankelijk nog niet werkzaam bij advocatenkantoor Fish & Cage, maar huurt hen in wegens een seksuele aanklacht die Ling heeft ingediend tegen een man. Ze heeft zelf ook een juridische opleiding gevolgd aan de Cornell Law School en weet eigenaar Richard Fish te overtuigen haar in dienst te nemen. Ling voelt echter weinig passie voor het beroep van advocaat en ze geeft aan dat ze vooral naar kantoor gaat om haar kleding te tonen. Ze heeft sowieso meer dan voldoende geld: naast het werk als advocate bezit ze nog bedrijven als een staalfabriek en een club met vrouwelijke modderworstelaars. Ze heeft het advocatenwerk financieel gezien dus niet nodig.
Als personage is Ling oppervlakkig. Ze geeft alleen om geld en winkelen, en toont geen interesse in de medemens. Ze heeft bijvoorbeeld een hekel aan gehandicapten en zou het liefst zien dat iedereen was zoals zij. Op het vlak van relaties is ze terughoudend: ze is dermate kritisch ten opzichte van anderen dat ze het nooit lang volhoudt met iemand. Aan seks heeft ze weinig behoefte. Verder geeft ze aan dat ze vanwege haar knappe uiterlijk alleen maar even knappe mannen aantrekt, en dat dergelijke mannen altijd oninteressante personen zijn. Ze ervaart dit als oneerlijk. Op kantoor krijgt ze een relatie met eigenaar Richard.
Door haar harde en kille karakter is ze weinig geliefd op kantoor. Ze geeft haar onverbloemde mening over zaken en personen, ze manipuleert mensen en doet alles om haar eigen doelen te halen. Collega's hadden haar liever niet aangenomen zien worden; ze vermoeden ook dat ze de baan niet vanwege haar talenten heeft gekregen, maar vanwege het delen van het bed met de juiste persoon. Voor Ling betekent dit dat ze zich steeds weer moet bewijzen als serieuze, geprespecteerde advocate.
Ondanks haar kille persoonlijkheid kan ze ook empathie tonen. Zo besluit ze een keer om God te dagvaarden namens een kind dat aan kanker leidt.